# Katras
Katras è una città dell'India di 51.182 abitanti, situata nel distretto di Dhanbad, nello stato federato del Jharkhand. In base al numero di abitanti la città rientra nella classe II (da 50.000 a 99.999 persone).

## Geografia fisica
La città è situata a 23° 48' 0 N e 86° 16' 60 E e ha un'altitudine di 200 m s.l.m..

## Società

### Evoluzione demografica
Al censimento del 2001 la popolazione di Katras assommava a 51.182 persone, delle quali 27.569 maschi e 23.613 femmine. I bambini di età inferiore o uguale ai sei anni assommavano a 6.815, dei quali 3.499 maschi e 3.316 femmine. Infine, coloro che erano in grado di saper almeno leggere e scrivere erano 34.011, dei quali 20.360 maschi e 13.651 femmine.